# 安德森嶺 (阿蒙森海岸)
安德森嶺（英語：Anderson Ridge）是南極洲的山嶺，位於阿蒙森海岸，處於科爾維茨冰川源頭，屬於毛德王后山脈的一部分，長4公里，美國地質調查局根據測量和該國海軍的空中照片繪入地圖，現時由南極條約體系管理。

## 外部連結
. . United States Geological Survey.   [2011-05-10].
85°47′S 155°24′W / 85.783°S 155.400°W